# Monumento funebre di Nicolò Orsini
Il monumento funebre di Nicolò Orsini è una scultura in marmo di Botticino (182x237x57 cm) di Antonio Mangiacavalli, databile al primo decennio del XVI secolo e conservata nel museo di Santa Giulia di Brescia, nel coro delle monache e più precisamente nella sezione de "L'età veneta".

## Storia
Il sarcofago venne realizzato nel primo decennio del XVI secolo per accogliere la salma del condottiero Nicolò Orsini e fu in seguito posizionato nella chiesa del convento di Santa Maria delle Grazie a Ghedi. nello stesso paese l'Orsini si era fatto costruire un palazzo signorile, palazzo Orsini, quando ne aveva ricevuto il feudo dalla repubblica di Venezia come ricompensa per il suo valore militare e per la sua nomina a capitano generale.
Niccolò Orsini, tuttavia, morì a Lonigo nel 1510 e la sua salma, invece di essere portata a Ghedi nel sepolcro approntato, venne tumulata nella basilica dei Santi Giovanni e Paolo di Venezia in un nuovo monumento funebre. Nel sarcofago di Ghedi trovò invece sepoltura al figlio naturale antemorto, Chiappino Orsini.
A seguito della soppressione napoleonica del 1799 il convento ghedese venne acquistato dal nobile Ottavio Mondella, che nel 1838 donò il monumento al neonato Museo Civico di Brescia, facendolo così entrare definitivamente nelle pubbliche collezioni. Il sarcofago infatti risultò già esposto nel museo dell'Età Cristiana aperto nel coro delle monache del monastero di Santa Giulia a fine Ottocento, come testimoniano fotografie dell'epoca.
Con l'apertura del museo di Santa Giulia nel 1998, il sarcofago trova giusta collocazione scenografica nel coro delle monache, esposto nel contesto dei monumenti funerari di età veneta.

## Descrizione

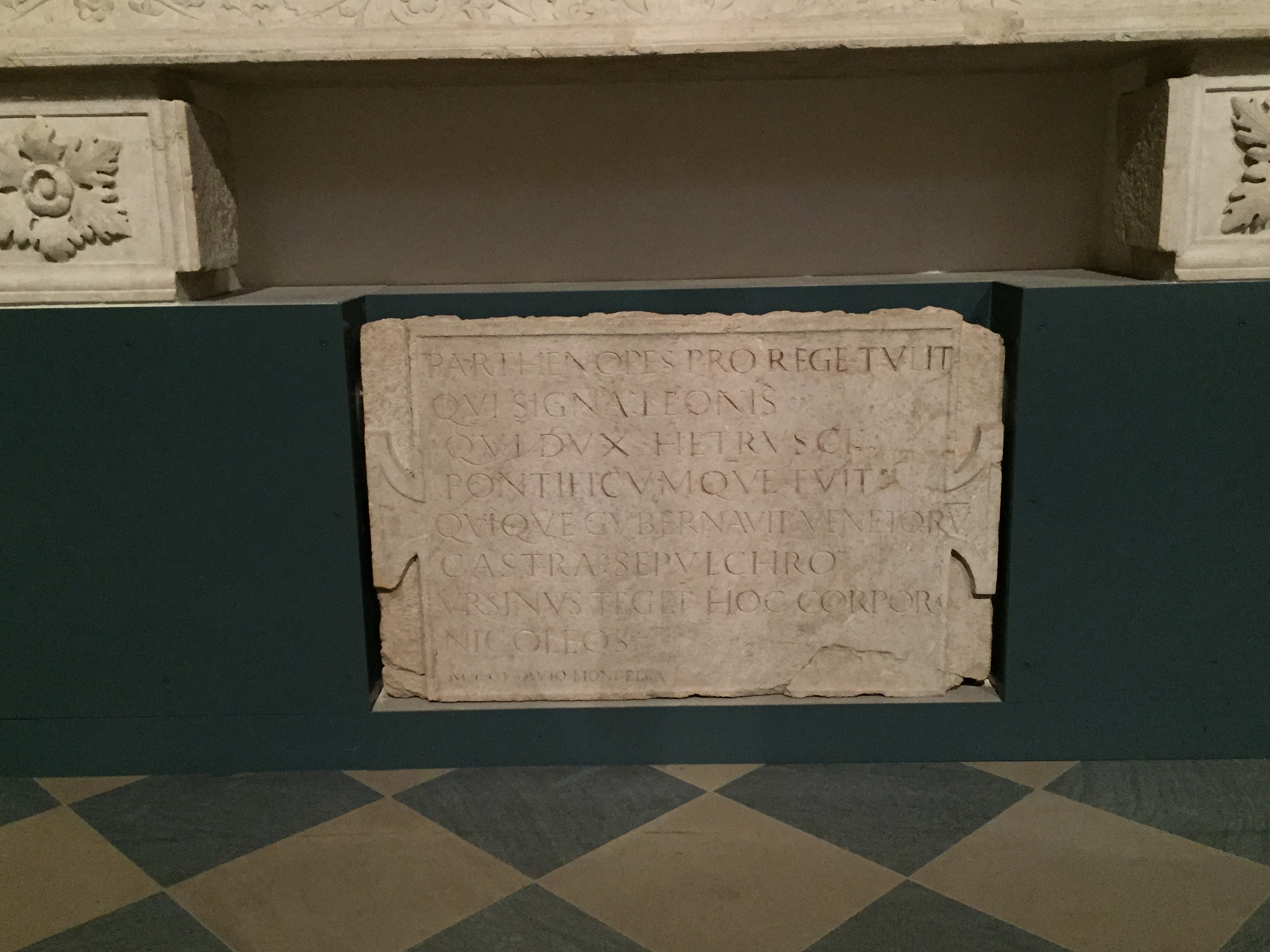
Epigrafe del Monumento funebre Nicolò Orsini. Brescia, museo di Santa Giulia - Coro delle Monache

Il sarcofago, di cui non è nota l'eventuale presenza di un inquadramento architettonico o di altre parti scultoree a completamento, si compone di un alto zoccolo architettonico sopra il quale è riprodotta la salma distesa di Nicolò Orsini, raffigurata sul letto funebre, a braccia incrociate e con un cuscino sotto il capo.
Lo zoccolo è ornato da una spessa fascia al basamento, decorata da un fregio vegetale, sulla quale si impostano due tozze lesene binate agli angoli, le quali a loro volta sostengono un'alta trabeazione anch'essa ornata da un fregio vegetale. Il lungo riquadro interno ospita, in posizione centrale, una Madonna col Bambino affiancata da san Giorgio a destra e sant'Antonio abate a sinistra. Il sarcofago fu infatti collocato, nel contesto della chiesa ghedese, in corrispondenza dell'altare dedicato proprio a sant'Antonio Abate. Sullo sfondo delle tre figure si scorgono, lavorati a leggero rilievo, una serie di tendaggi appesi.
Agli spigoli del sarcofago sono apposti, in rilievo, due stemmi con il simbolo della famiglia Orsini, mentre sotto la lastra sopravvivono ancora due blocchi lavorati con un grande fiore lavorato a rilievo, antichi sostegni del monumento ed epigrafe marmorea.

## Stile

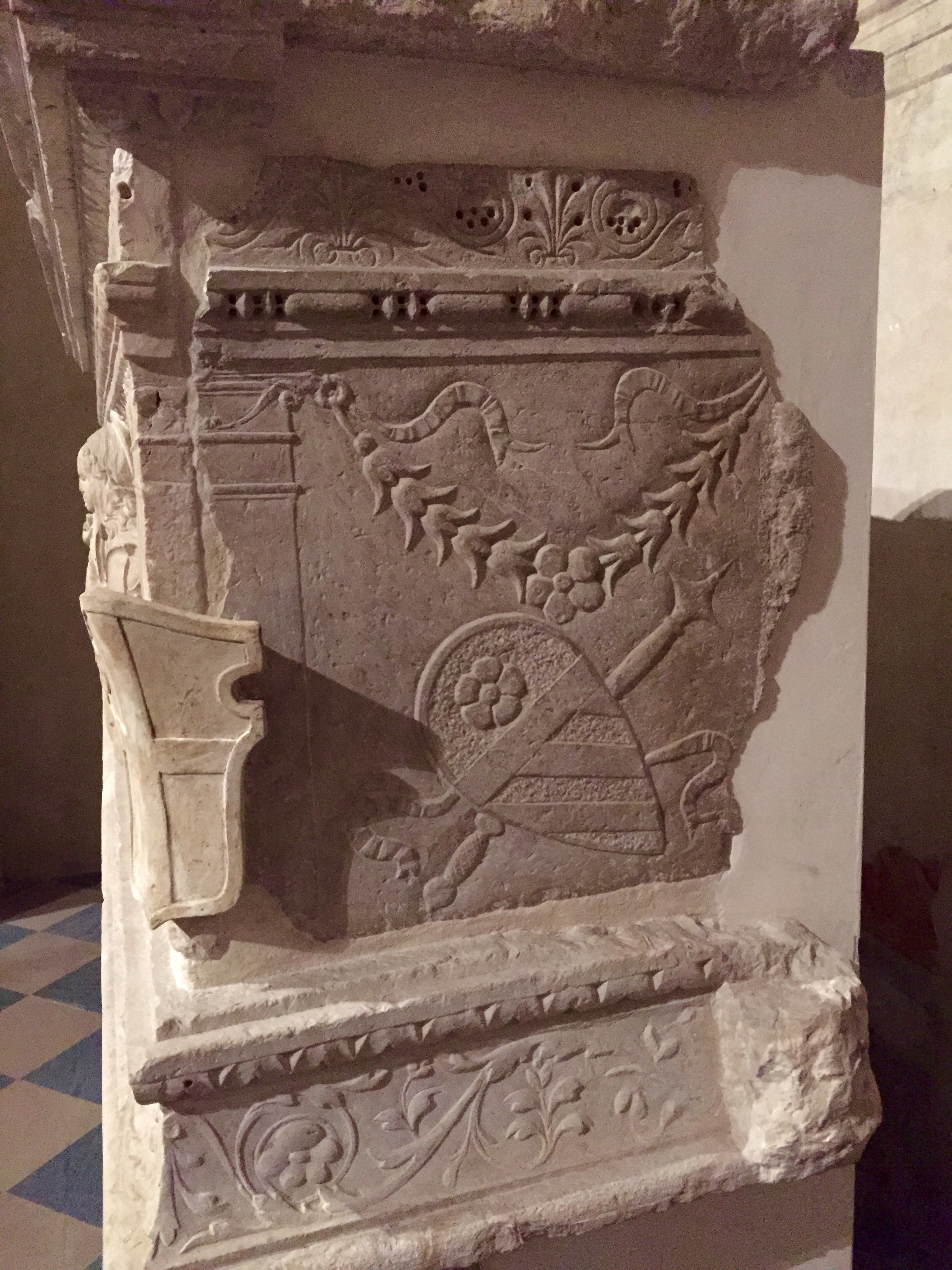
Spalla destra del Monumento funebre Nicolò Orsini. Brescia, museo di Santa Giulia-Coro delle Monache

L'autore del monumento, spesso identificato in Gasparo Cairano o semplicemente come anonimo, è probabilmente da individuare in Antonio Mangiacavalli, scultore comasco attivo nell'area bresciana a partire dagli ultimissimi anni del XV secolo e spesso collaboratore del Cairano, dal cantiere del palazzo della Loggia a Brescia agli apparati scultorei del Duomo di Salò.
La figura di San Giorgio sul fronte del sarcofago presenta ancora richiami alle chiavi di volta del porticato della Loggia, eseguite sotto la direzione del Cairano un decennio prima, in particolare quella raffigurante San Giovita. Anche la tipologia del volto di Maria continua a risentire delle altre figure rappresentate sui rilievi della Loggia, ad esempio le chiavi con la Giustizia e la Fede.
Influenze ancora maggiori provengono invece dall'Adorazione Caprioli della chiesa di San Francesco d'Assisi, sempre del Cairano, e dalle novità espressive da lui introdotte in quest'opera, arricchite poi, verso il 1508-1510, durante l'esecuzione dell'arca di sant'Apollonio nel Duomo nuovo.